# Tro-Bro Léon 2025
Il Tro-Bro Léon 2025, quarantaduesima edizione della corsa, valida come ventiduesima prova dell'UCI ProSeries 2025 categoria 1.Pro e come dodicesimo evento della Coppa di Francia 2025, si svolse l'11 maggio 2025 su un percorso di 203,8 km, con partenza e arrivo a Lannilis, in Francia. La vittoria fu appannaggio del francese Bastien Tronchon, il quale completò il percorso in 4h43'14", alla media di 43,173 km/h, precedendo i connazionali Pierre Gautherat e Valentin Madouas.
Sul traguardo di Lannilis 87 ciclisti, dei 152 partiti dalla medesima località, portarono a termine la competizione.

## Squadre e corridori partecipanti
| N.      | Cod. | Squadra                         |
| ------- | ---- | ------------------------------- |
| 1-7     | ARK  | Arkéa-B&B Hotels                |
| 11-17   | DAT  | Decathlon AG2R La Mondiale Team |
| 21-27   | IWA  | Intermarché-Wanty               |
| 31-37   | GFC  | Groupama-FDJ                    |
| 41-47   | XAT  | XDS Astana Team                 |
| 51-57   | TBV  | Bahrain Victorious              |
| 61-67   | IPT  | Israel-Premier Tech             |
| 71-77   | COF  | Cofidis                         |
| 81-87   | MOV  | Movistar Team                   |
| 91-97   | LOT  | Lotto                           |
| 101-107 | UXM  | Uno-X Mobility                  |

| N.      | Cod. | Squadra                           |
| ------- | ---- | --------------------------------- |
| 111-117 | TEN  | TotalEnergies                     |
| 121-127 | TUD  | Tudor Pro Cycling Team            |
| 131-137 | RKT  | Unibet Tietema Rockets            |
| 141-147 | BBH  | Burgos-Burpellet-BH               |
| 151-157 | WB2  | Wagner Bazin WB                   |
| 161-166 | AUB  | St Michel-Preference Home-Auber93 |
| 171-177 | EKP  | Equipo Kern Pharma                |
| 181-187 | UCN  | CIC-U-Nantes                      |
| 191-197 | EUS  | Euskaltel-Euskadi                 |
| 201-207 | VRR  | Van Rysel-Roubaix                 |
| 211-217 | NMC  | Nice Métropole Côte d'Azur        |

## Ordine d'arrivo (Top 10)
| Pos. | Corridore        | Squadra       | Tempo    |
| ---- | ---------------- | ------------- | -------- |
| 1    | Bastien Tronchon | Decathlon     | 4h43'14" |
| 2    | Pierre Gautherat | Decathlon     | s.t.     |
| 3    | Valentin Madouas | Groupama      | a 19"    |
| 4    | Anthony Turgis   | TotalEnergies | s.t.     |
| 5    | Fredrik Dversnes | Uno-X         | a 32"    |
| 6    | Cees Bol         | XDS           | a 38"    |
| 7    | Rasmus Tiller    | Uno-X         | s.t.     |
| 8    | Fred Wright      | Bahrain       | s.t.     |
| 9    | Lucas Eriksson   | Tudor         | s.t.     |
| 10   | Kévin Vauquelin  | Arkéa         | s.t.     |